# Контарини, Альвизе (дипломат)
Альвизе Контари́ни (итал. Alvise Contarini; 23 апреля 1597, Венеция — 11 марта 1651, Венеция) — итальянский дворянин и дипломат Венецианской республики из знатного венецианского рода Контарини. Известен в основном тем, что представлял Венецию на Вестфальском мире 1648 года.

## Биография
Альвизе Контарини родился в Венеции и был сыном Томазо Контарини (1562—1617) и Марии Пизани. Он поступил на службу Венецианской республике в 1618 году, и к 1623 году он смог достичь такой известности, что был избран в Большой совет республики. Он не был женат и с 1623 года и до своей смерти, лишь с небольшими перерывами, проживал недалеко от своего дома, выполняя обязанности дипломата. На протяжении всей его карьеры его хвалили за его дипломатические способности.

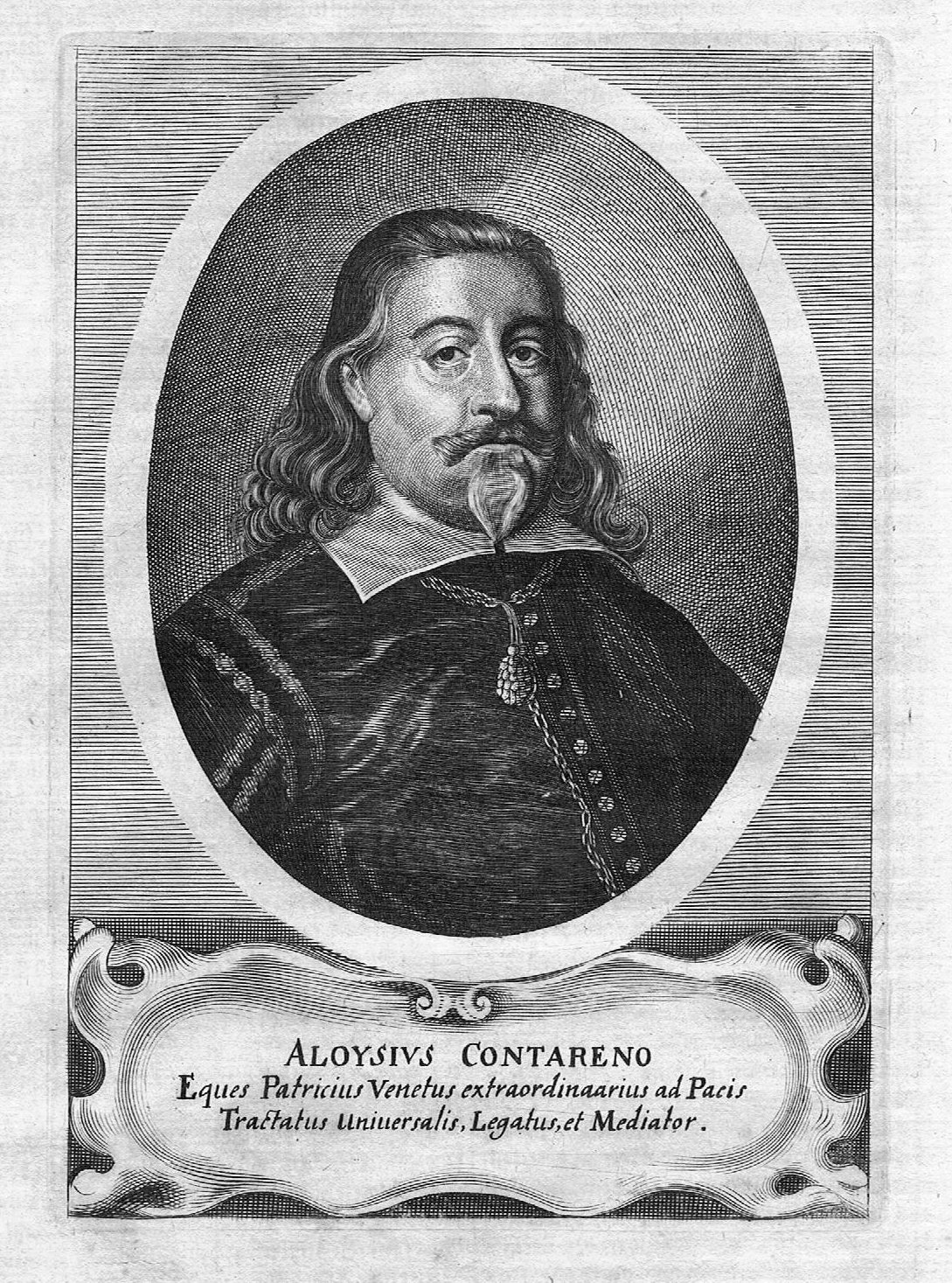

Его дипломатическая карьера началась со службы послом в Республике Соединённых провинций. В 1626 году его назначили послом в Англии, а в 1629 году, после заключения мира Англии с Испанией и Францией, он переехал во Францию, чтобы стать послом там. Во время своей дипломатической миссии во Франции, Альвизе Контарини убедил короля Людовика XIII вступить в альянс с Венецией с целью предотвратить захват Вальтеллины войсками Габсбургов. Также он сыграл решающую роль в убеждении Кардинала Ришельё в том, что Франции стоило поддержать вступление Швеции в Тридцатилетнюю войну в 1630 году. В 1632 году, Альвизе Контарини покинул Францию и стал послом при папском дворе, а в 1636 году он отправился в Стамбул служить послом Высокой Порте.
20 апреля 1643 года, Венеция послала Альвизе Контарини на Мюнстерский конгресс, куда он прибыл спустя три с половиной месяца после прибытия в Бюрен 16 октября того же года. Холодный и влажный воздух не дал ему отправиться от подагры. В качестве посла он провёл следующие пять с половиной лет в попытках договориться о конце Тридцатилетней войны, закончившейся Вестфальским миром. Присутствие Контарини на процессе было особенно важным, поскольку он был на нейтральной стороне и не имел доверия со стороны других. Кардинал Фабио Киджи, главный представитель папы римского на переговорах, отказался от встречи с протестантскими князьями, которых он читал еретиками. Таким образом, Альвизе Контарини смог сыграть роль посредника между кардиналом Киджи и протестантами во время переговоров.
В августе 1649 года, Альвизе Контарини отправился из Мюнстера во Францию, где он способствовал мирным переговорам с Испанией, однако в 1650 году он вернулся в Венецию из-за тяжелых страданий от подагры. Будучи больным, он не откликнулся на вызов принять участие в мирных переговорах в Любеке между Швецией и Польшей в качестве посредника. 27 января 1651 года Совет Десяти избрал его историографом Республики, чтобы он записывал свои воспоминания и наблюдения, однако здоровье не позволяло ему работать. 11 марта того же года он умер и был похоронен в семейной часовне церкви Санта-Мария дель Орто. В 1653 году ему воздвигли памятник. Альвизе Контарини до сих пор считается одним из лучших венецианских дипломатов, который закрепил репутацию города-государства в Европе как воплощение сильной и эффективной государственной власти.

## Наследие
Институт медиации имени Контарини в Хагенском заочном университете назван в честь Альвизе Контарини.